# Yoshitaka Watanabe
Yoshitaka Watanabe (født 18. april 1973) er en tidligere japansk fodboldspiller.
Han har spillet for flere forskellige klubber i sin karriere, herunder Vegalta Sendai.